# Altötting
Altötting és una ciutat de Baviera, capital del Districte d'Altötting d’Alemanya. Durant 500 anys ha estat escenari de pelegrinatges religiosos dels catòlics en honor de Maria, incloent-hi una visita del papa Joan Pau II el 1980 i una del papa Benet XVI el 2006.

## Història
Durant l'època carolingia hi havia un palau reial. A prop, el rei Carloman va erigir un monestir benedictí l'any 876, amb Werinolf com a primer abat, i també va construir l'església abacial en honor de l'apòstol Sant Felip. L'any 907 el rei Lluís el Nen va donar l'abadia en comandament a Burchard, el bisbe de Passau (903-915), (probablement idèntic a Burchard, segon i últim abat). El 910 els hongaresos van saquejar i cremar l'església i l'abadia.
L'any 1228, el duc Lluís I, duc de Baviera va reconstruir aquests edificis i, després de ser santificats, els va posar a càrrec de dotze canonges regulars, dirigits per un prepòsit. Els canonges van romandre fins a la secularització dels monestirs bavaresos l'any 1803.
Sant Conrad de Parzham, Orde dels Frares Menors Caputxins, (1818–1894) va servir de porter al convent de Santa Anna a la ciutat d'Altötting durant 40 anys.

## Capella de la Gràcia

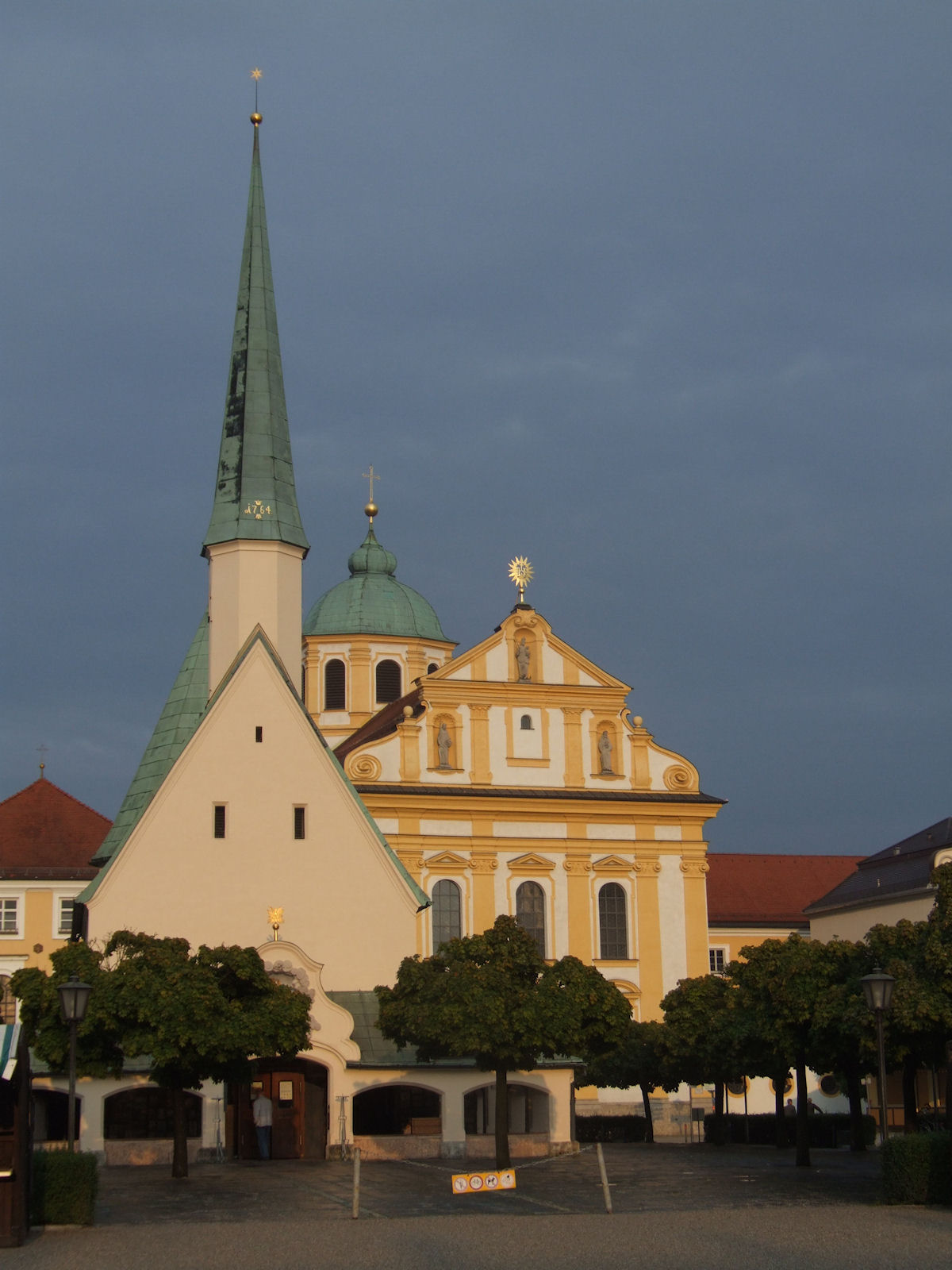
La Capella de la Gràcia

Aquesta petita ciutat és famosa per la Gnadenkapelle (Capella de la Gràcia), un dels santuaris més visitats d'Alemanya. Es tracta d'una petita capella octogonal que guarda una venerada estàtua de la Mare de Déu. Segons la llegenda, l'any 1489, un nen de 3 anys que s'havia ofegat al riu va ser ressuscitat quan la seva mare afligida el va col·locar davant d'una estàtua de fusta de la Mare de Déu a l'altar major. La notícia del miracle es va estendre ràpidament i la capella es va ampliar immediatament amb l'aixecament d'una nau i una passarel·la coberta.
A la volta del tresor de la Santa Capella d'Altötting hi ha el cavall d'or, o "Goldenes Rössli", un retaule d'or i plata daurada de 62 cm d'alt, amb figures daurades recobertes d'esmalts de diferents colors. Representa la Mare de Déu amb el Nen Crist, i, de nens, Joan Baptista, Joan evangelista i Santa Caterina. En primer terme hi ha el rei Carles VI de França. Aquesta obra mestra de l'artesania d'orfebre va ser un regal d’Elisabet, reina de França, membre de la família reial bavaresa de Wittelsbach.
La tradició de Baviera demana que el cor del rei difunt es col·loqui en una urna i es guardi a la capella d'Altötting. El cor del rei Lluís II de Baviera, el constructor del castell de Neuschwanstein, es troba en aquesta capella, juntament amb les del seu avi i el seu pare.

## Mirades
Altres atractius arquitectònics de la ciutat són la Stiftskirche de dues torres, una església del gòtic tardà erigida als primers anys del segle xvi per atendre la creixent afluència de pelegrins, i l'enorme basílica neobarroca, construïda a principis del segle xx.

## Ciutats agermanades

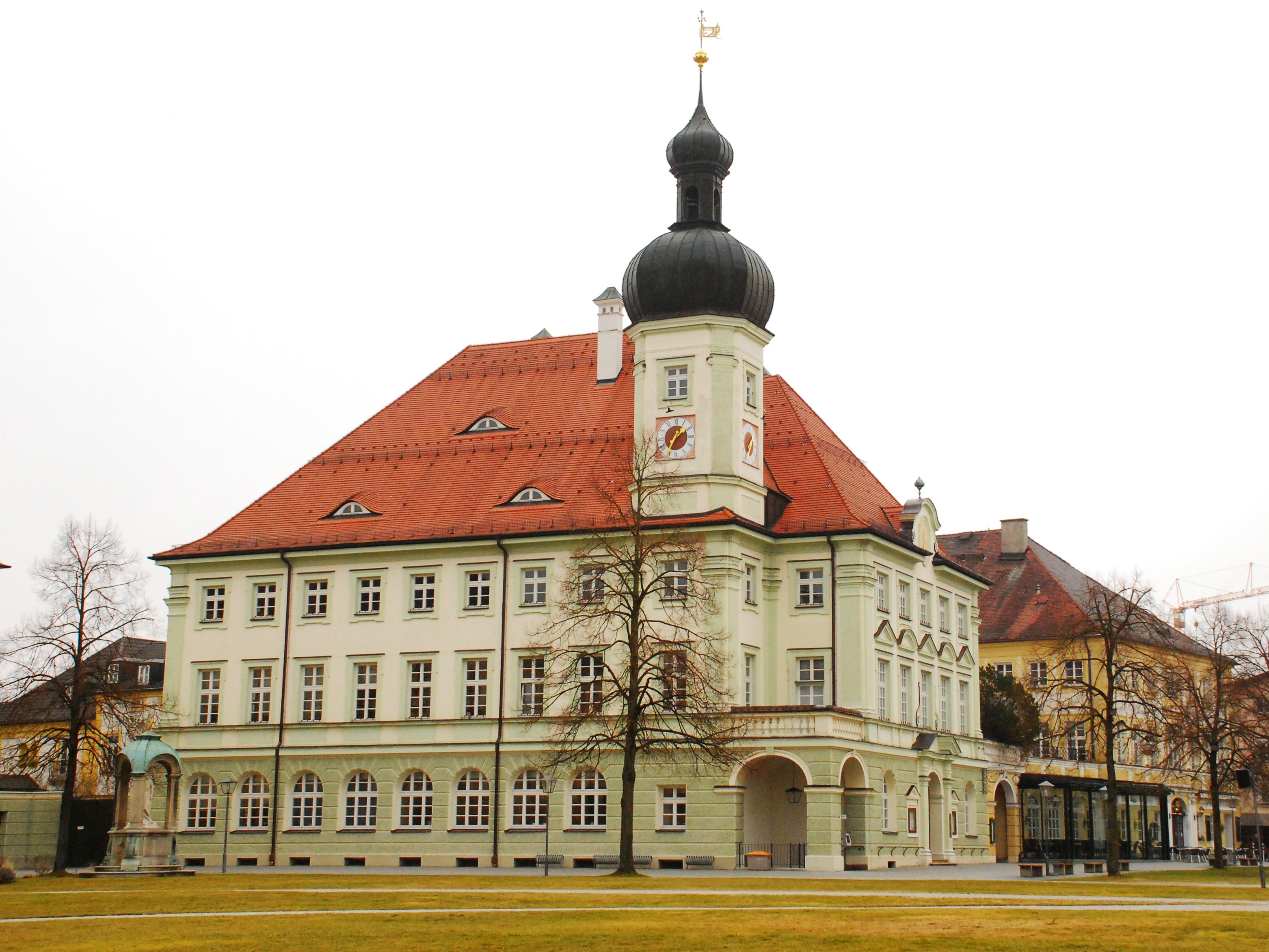
Ajuntament

Altötting està agermanada amb:
- Częstochowa, Polònia
- Fátima, Portugal
- Loreto, Itàlia
- Lorda, França
- Mariazell, Àustria

## Persones notables
Persones notables associades a Altötting:

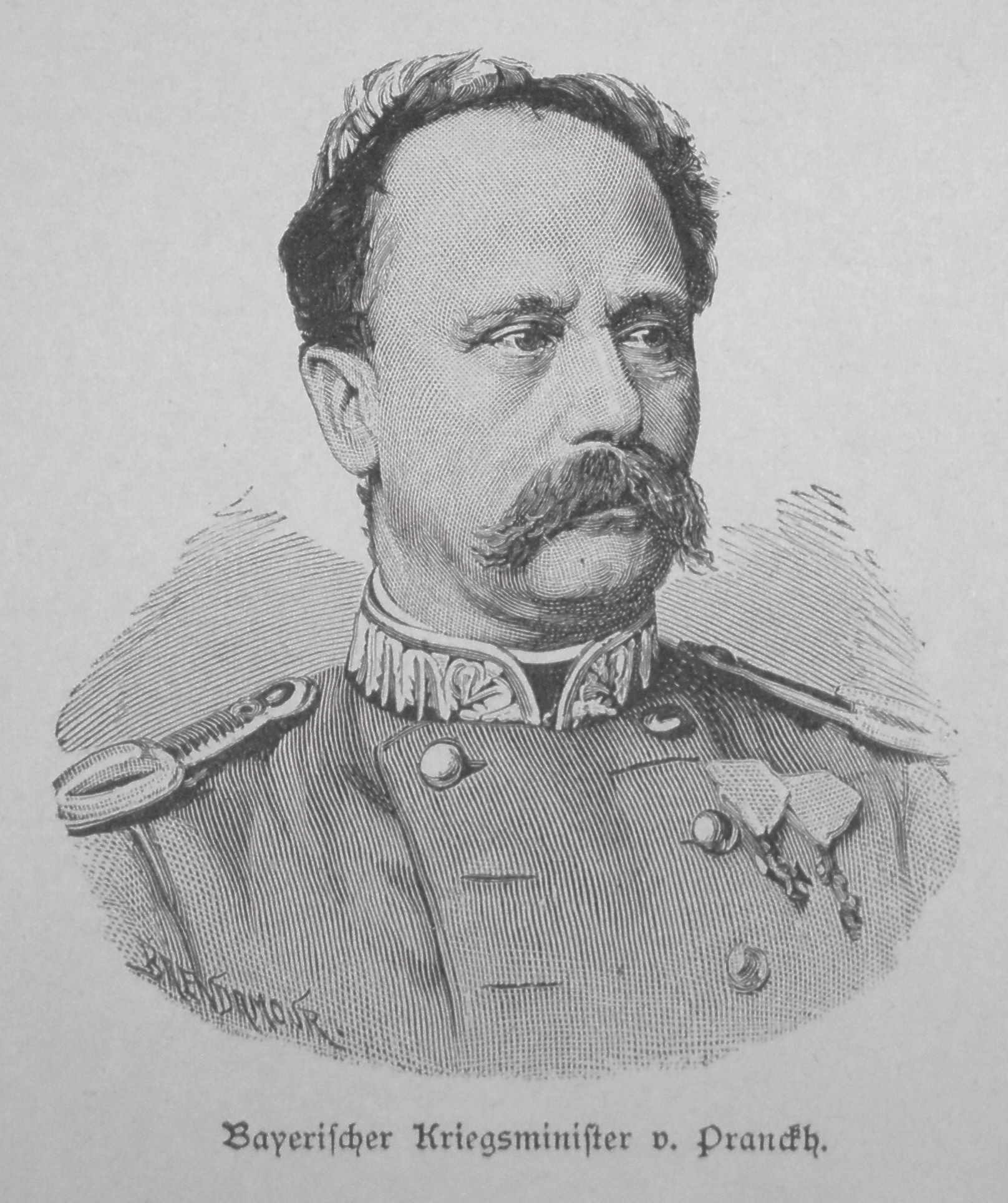
Siegmund von Pranckh (1895/1896)

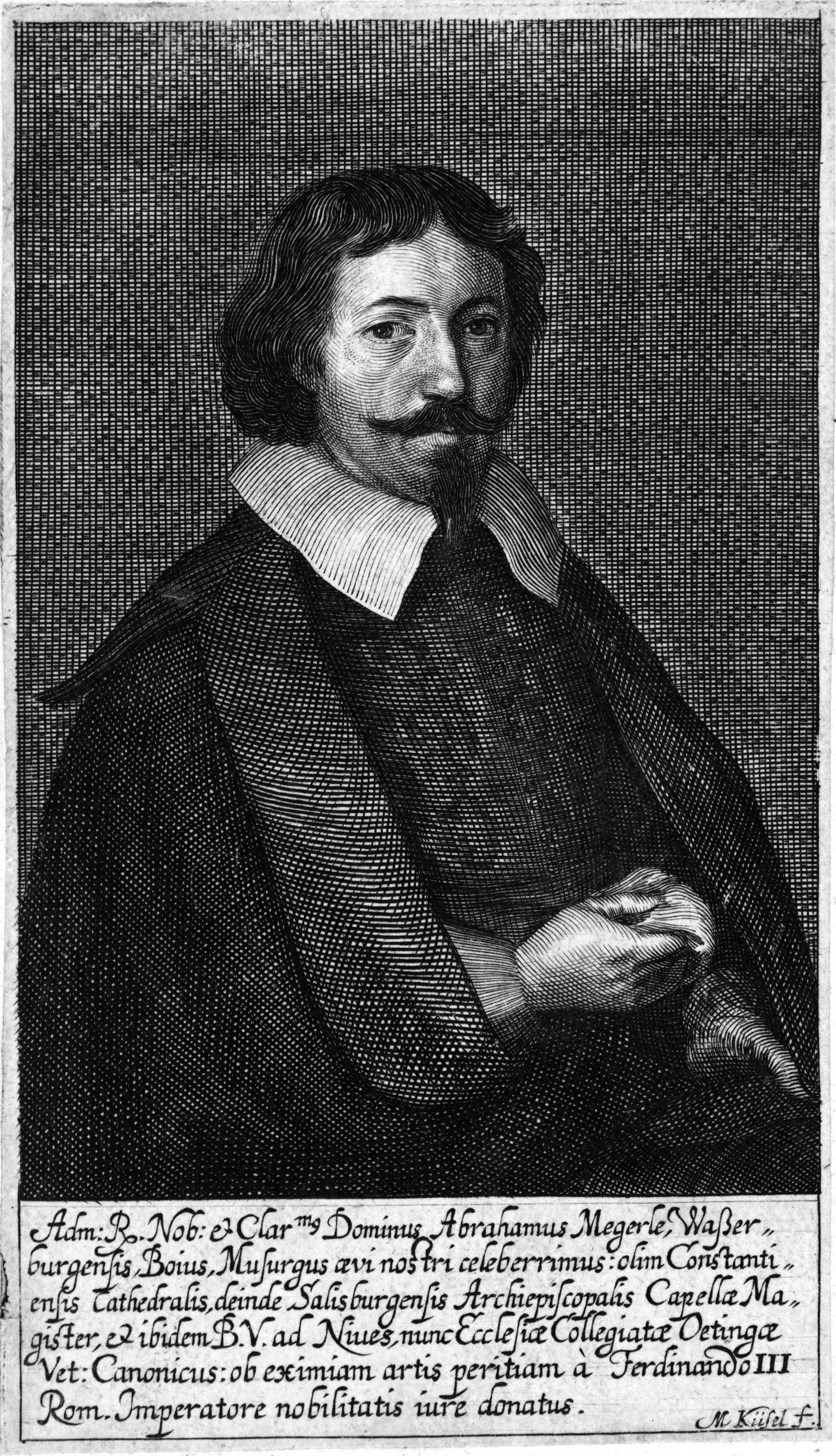
Abraham Megerle

- Lluís el Nen (893-911), rei dels francs orientals
- Abraham Megerle (1607-1680), sacerdot i compositor
- Conrad de Parzham (1818-1894),  sant de l'Església Catòlica Romana
- Siegmund von Pranckh (1821-1888), general de Baviera i ministre de la Guerra
- Hubert Haider (1879–1971), pintor paisatgista, va viure i va morir a Altötting
- Weiß Ferdl (1883-1949), cantant i actor de folk
- Ernst Hiemer (1900-1974), escriptor alemany
- Paul Augustin Mayer (1911-2010), cardenal
- Wilhelm Schraml (nascut el 1935), antic bisbe de Passau
- Hans-Christian Schmid (nascut el 1965), director de cinema i guionista
- Andreas Hykade (nascut el 1968), director d'animació
- Werner Riess (nascut el 1970), historiador
- Timo Nagy (nascut el 1983), jugador de futbol
- Christoph Ullmann (nascut el 1983), jugador d'hoquei
- Thomas Kurz (nascut el 1988), jugador de futbol
- Maximilian Thiel (nascut el 1993), jugador de futbol
- Richard Neudecker (nascut el 1996), jugador de futbol